# Karl Odermatt
Karl Odermatt   (Lucerna, 17 de desembre de 1942) és un exfutbolista suís de la dècada de 1970.
Fou 50 cops internacional amb la selecció suïssa amb la qual participà en la Copa del Món de futbol de 1966.
Pel que fa a clubs, defensà els colors de FC Basel i BSC Young Boys.

## Palmarès
Basel
- Lliga suïssa de futbol: 1966-67, 1968-69, 1969-70, 1971-72, 1972-73
- Copa suïssa de futbol: 1962-63, 1966-67, 1974-75
- Copa de la Lliga suïssa de futbol: 1973

Young Boys
- Copa suïssa de futbol: 1976-77